# 持世寺温泉
持世寺温泉（じせいじおんせん）は、山口県宇部市にある温泉。

## 泉質
- 単純放射能温泉（杉野湯）　ラドン含有量70.3×10⁻¹⁰ Ci/kg
  - 源泉温度 26.7℃　PH値8.1
- アルカリ性単純温泉（上の湯）
  - 源泉温度 39.7℃　PH値8.9

「杉野湯」・「上の湯」ともに分析書に「弱硫黄臭」と表記され、無臭や微弱な硫化水素臭の温泉が多い山口県では珍しくはっきりと硫化水素臭のする温泉である。「上の湯」の源泉かけ流し風呂は日本温泉遺産を守る会により温泉遺産に認定されている。温泉評論家の郡司勇は「杉野湯」「上の湯」をともに源泉かけ流しの「ヌル湯」温泉として好意的な評価をしている。
なお、「上の湯」については施設の老朽化と2023年（令和5年）6月末の浸水被害により、同年11月に営業再開の断念が発表され旧施設は取り壊される予定だが、泉源は維持されることになっている。

## 温泉施設
宇部市の北方、厚東川の河畔にある小さな保養温泉。共同浴場の「杉野湯」が存在する。杉野湯はかつて旅館であったが、現在は日帰りのみの浴用施設。
一方、「上の湯」は1953年（昭和28年）に旅館や豆腐工房を併設した公衆浴場として営業を開始した。しかし、新型コロナウイルス禍で2020年（令和2年）4月から全館休業となり、2022年（令和4年）8月に公衆浴場の営業を再開した。しかし、2023年（令和5年）6月23日に給湯系統からレジオネラ菌が検出されて営業停止となり、さらに一週間後の6月30日からの大雨で床上浸水が発生した。浸水被害は2009年7月にも発生しており、施設も老朽化していることから、同年11月に「上の湯」の再開断念が発表された。老朽化した「上の湯」の施設は取り壊されるが、泉源は維持され、豆腐工房は移転が検討されている。

## 歴史
持世寺という地名はかつて存在した寺院に因み、その寺湯として開放された温泉である。「杉野湯」の開湯は、源泉所有者の杉野家の祖先が化け狐から泉源のありかを教えられたことににはじまるという。また、杉野家に伝わる享和2年（1802年）の温泉由来記では、杉野家の召使いが傷ついた下肢を鉱泉にかけたところ治癒したという噂が近郷に広まり、湯を求める客が多くなったため、杉野家の祖先が代官所に願い出て、温泉場をつくる許可を得たとされる。1886年の『日本鉱泉誌』には延宝年間（1673～1681）以前からあるという。1930年の『日本温泉案内』では、文化八年（1811）に浴場が開設されたとしている。戦中・終戦直後は宇部市の空襲被害者や原子爆弾の被爆者が治療に利用したという。一方、「上の湯」は、土地の古老が厚東川で大きなスッポンに出会い、そのスッポンが冬なのに浅瀬に上がってじっとしているため、亀が去ったあとにその砂地に足を入れると温かかったことから泉源を発見したという。その開湯は戦国時代の頃と伝えられるが、現在の源泉は戦後になってボーリングを試み、掘鑿に成功したものである。

## アクセス
- 電車：JR山陽本線厚東駅下車、徒歩15分。
- バス：「持世寺温泉」で下車、徒歩3分。